# Glenea pygidialis
Glenea pygidialis là một loài bọ cánh cứng trong họ Cerambycidae.